# La Alianza, Honduras
La Alianza är en ort i Honduras.   Den ligger i departementet Departamento de Valle, i den sydvästra delen av landet, 80 km sydväst om huvudstaden Tegucigalpa. La Alianza ligger 26 meter över havet och antalet invånare är 6 923.
Terrängen runt La Alianza är platt åt sydväst, men åt nordost är den kuperad. Terrängen runt La Alianza sluttar söderut.  La Alianza är det största samhället i trakten. Trakten runt La Alianza består huvudsakligen av våtmarker.